# Гамус, Борис Михайлович
Борис Михайлович Гамус (род. 1946) — советский и российский музыкант, дирижёр, концертмейстер и педагог.
Ведущий артист-концертмейстер оркестра Пермского академического театра оперы и балета им. П. И. Чайковского, заслуженный артист РСФСР (1986), доцент (2003). 

## Биография
Родился 10 июня 1946 года в Саратове в еврейской семье, не имеющей отношения к искусству — отец работал инженером на заводе, мать — в конструкторском бюро.
В 1965 году окончил Саратовское музыкальное училище, в 1975 году — Саратовскую государственную консерваторию им. Л. В. Собинова. В 1965—1969 годах выступал в оркестрах театров оперы и балета в Саратове, Душанбе, Самарканде, Петрозаводске. Служил в Советской армии в оркестре военного училища на Бахаревке (район Перми). С ноября 1969 года работает в Пермском академическом театр оперы и балета. Ведет большую работу в Перми и Пермском крае — исполнительскую и концертмейстерскую в театре, концертную в регионе, педагогическую на факультете музыки в Пермском государственном педагогическом университете и в городской музыкальной школе № 1.
Борис Гамус дирижирует спектаклями театра («Бахчисарайский фонтан» Асафьева, «Анюта» Гаврилина, «Кончерто-барокко» на музыку Баха и другие), практикует сольные выступления и записи произведений широкого круга композиторов. Он является организатором и был руководителем ряда творческих коллективов — струнного квартета «Созвучие», камерного оркестра «Симфониетта», «Гамус-квартета», камерного оркестра детской музыкальной школы № 1 и ансамбля солистов этого оркестра. 
Награждён медалью ордена «За заслуги перед Отечеством» II степени (2006).
Жена — Виолетта Цалолихина (Заслуженный работник культуры Российской Федерации), на которой он женат с третьего курса Саратовской консерватории, также работает в оркестре театра и является концертмейстером группы альтов. 